# فوتبال‌ماهی اطلسی
 فوتبال‌ماهی اطلسی(نام علمی: Himantolophus groenlandicus) نام یک گونه از سرده فوتبال‌ماهی است.